# Bastion
Bastion je struktura koja se projicira izvan glavnog kućišta fortifikacije, a smještena je na oba ugla ravnog zida (nazvanog kurtina prema franc. courtine) u obliku istaknute točke, olakšavajući aktivnu obranu protiv napadajućih trupa. Omogućuje braniteljima utvrde da pokrivaju susjedne bastione i kurtine obrambenom vatrom.
Bastion je dizajniran kako bi omogućio širok raspon tijekom napada na dolazeće trupe. Prethodne fortifikacije bile su male koristi unutar određenog raspona. Bastion je doskočio tom problemu. Uporabom topa u pokrivanju kurtine strane zida, prednji top se mogao koncentrirati na nadolazeće mete. 

## Tipovi
Tijekom povijesti koristili su se različiti tipovi bastiona:
- Solidni bastioni ispunjeni su u potpunosti, te imaju tlo čak u visini grudobrana bez imalo praznog prostora prema centru.
- Nepopunjeni ili šuplji bastioni imaju grudobran ili parapet samo oko svojih flanaka (franc. flanc) i fasa (franc. face) tako da se nepopunjeni prostor ostavlja prema centru.
- Ravni bastion je izgrađen u sredini kurtine, ili ograđenog dvora, kada je dvor prevelik da bi se branio s bastiona na njegovim krajevima. Termin se također koristi za bastione sagrađene na ravnoj liniji.
- Krnji bastion ima na spojištu ulazni kut. Ponekad se naziva bastion s tenejom (franc. tenaille). Takvi su bastioni bili korišteni kada bi, bez takve strukture, kut bio preoštar. Termin krnji bastion se također koristi za bastione koji su odsječeni od ostatka glavnog objekta nekakvim jarkom. Takvi se bastioni također nazivaju revelini (franc. ravelin).
- Sastavljeni bastion ima dvije strane unutarnjeg poligona dosta nejednake, pa je i gorga (franc. gorge) nejednaka.
- Pravilni bastion ima zbog svojih proporcija jednake fase, flanke i gorge.
- Deformirani ili nepravilni bastion ima jednu stranu unutarnjeg poligona prekratku, što se naziva demi-gorga.
- Demi-bastion ima samo jednu fasu i flanku. Kako bi se utvrdio ugao na mjestu koje je preoštro, odsječe se izbočina i postave dva demi-bastiona koji čine tenej ili ponovo ulazeći ugao. Oni se uglavnom koriste prije hornverka ili kraunverka.
- Dvostruki bastion ima na ravnom dijelu većeg bastiona izgrađen još jedan viši bastion, tako da između parapeta nižeg i baze višeg bude 4 ili 6 metara.